# Karel Jozef van Oostenrijk (1745-1761)

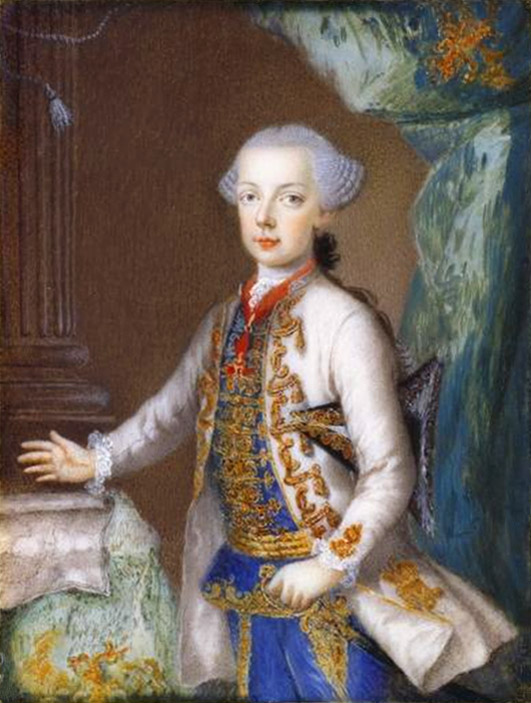
Karel Jozef van Oostenrijk

Karel Jozef van Oostenrijk (Wenen, 1 februari 1745 — aldaar, 18 januari 1761) was de tweede zoon van keizer Frans I Stefan en Maria Theresia van Oostenrijk; hierdoor was hij ook een aartshertog van Oostenrijk.
Hij was onder andere de broer van de Franse koningin Marie Antoinette.
Karel Jozef Emanuel Johan Nepomuck Anton Prokop was de favoriete zoon van zijn ouders en kwam daardoor vaak in ruzie met zijn oudere broer, de latere keizer Jozef II.
Toen er in 1756 een verzoening kwam tussen het huis Habsburg en het huis Bourbon verloofde Karel Jozef zich met Isabella van Parma terwijl hij eigenlijk al verloofd was met Marie Louise van Spanje. Maar tot een  huwelijk kwam het niet omdat Karel Jozef begin 1761 stierf aan de pokken. Hij werd bijgezet in de Kapuzinergruft in Wenen waar de telgen van de Oostenrijkse Habsburgers werden begraven.
Later in 1765 trouwde de jongere broer van Karel Jozef, de toekomstige keizer Leopold II, met zijn verloofde zodat het verbond tussen het Huis Habsburg en het Huis Bourbon toch nog tot stand kwam.